# 오퍼: 대부 비하인드 스토리
오퍼: 대부 비하인드 스토리(The Offer)는 마이클 톨킨이 제작하고 파라마운트+를 위해 톨킨과 니키 토스카노가 제작한 미국 전기 드라마 미니시리즈이다. 이 시리즈는 파라마운트 픽처스를 위해 프랜시스 포드 코폴라의 획기적인 갱스터 영화 대부 (영화)(1972)의 프로덕션을 따른다. 마일스 텔러, 매슈 구드, 조반니 리비시, 콜린 행크스, 댄 포글러, 주노 템플, 번 고먼이 모두 출연한다. 2022년 4월 28일에 첫 방송되었으며, 6월 16일까지 10개의 에피소드를 방영했다.

## 출연

### 주연
- 마일스 텔러
- 매슈 구드
- 댄 포글러
- 번 고먼
- 콜린 행크스
- 조반니 리비시
- 주노 템플

### 조연
- 노라 아르네제더
- 마리오 푸조
- 프랭크 존 휴스
- 마이클 리스폴리
- 루 퍼리그노
- 조시 저커먼
- 제임스 매디오
- 폴 매크레인
- 대니 누치
- 저스틴 체임버스
- 카마인 지오비나조
- 제프리 애런드
- 에릭 밸포
- T. J. 타인

### 게스트
- 롤라 글로디니
- 빌리 매그너슨
- 커크 아서베이도
- 마이클 랜디스
- 루이스 맨딜로어
- 로스 매콜
- 에이미 카레로